# خريسة
الخريسة (الاسم العلمي: Amaranthaceae) هي نباتات ملحية ذات جذوع نباتية سمينية واضحة، وأوراق وأزهار منخفضة. وتتوجد في جنوب غرب آسيا ومنطقة البحر الأبيض المتوسط، إلى غرب أفريقيا الاستوائية.